# Giuseppe Bergomi
Giuseppe Bergomi, född 22 december 1963 i Milano, Italien, är en italiensk före detta fotbollsspelare.
Han var skicklig försvarsspelare och lagkapten i Inter och italienska landslaget under 1980- och 90-talet. Bergomi spelade hela karriären, 1980–1998, i Inter. 1982 gjorde han landslagsdebut som 18-åring och blev uttagen i VM-truppen samma år. Han gjorde VM-debut som inhoppare i matchen mot Brasilien, och spelade sedan från start i både semifinalen och finalen, som Italien vann. I VM på hemmaplan 1990 var Bergomi lagkapten och ledde sitt land till en bronsmedalj. Alla trodde att Bergomi hade spelat sin sista landskamp 1991, men inför VM 1998 blev han överraskande uttagen till landslaget igen. Han fick spela tre matcher i VM i Frankrike och kom därmed upp i 16 VM-matcher och totalt 81 landskamper.

## Meriter
- Italiensk mästare 1989
- UEFA-cupen 1991, 1994, 1998
- 81 landskamper/6 mål
  - VM 1982, 1986, 1990, 1998
  - VM-guld 1982
  - VM-brons 1990
  - EM 1988